# Liste des épisodes de Kirby: Right Back at Ya!
Cet article est un complément de l’article Kirby: Right Back at Ya!. Il contient la liste des épisodes de l'anime diffusé entre octobre 2001 et septembre 2003 sur Chubu-Nippon Broadcasting.

## Liste des épisodes
| No | Titre français                           | Titre japonais                               | Titre japonais                                         | Date de 1re diffusion |
| No | Titre français                           | Kanji                                        | Rōmaji                                                 | Date de 1re diffusion |
| --- | ---------------------------------------- | -------------------------------------------- | ------------------------------------------------------ | --------------------- |
| 1 | Kirby, le guerrier de l'espace           | 出た! ピンクの訪問者                         | Deta! Pinku no Hōmonsha                                | 6 octobre 2001        |
| Venant d'une planète lointaine, le guerrier de l'espace Kirby s'écrase sur la paisible planète Pop Star qu'il doit sauver des griffes des monstres de la société Nightmare Corporation, dont l'un des clients n'est autre que le roi de la ville de Cappyville qui est située sur cette planète, Dadidou.                                                                            |                                          |                                              |                                                        |                       |
| 2 | Kirby contre le Monstre de Pierre        | 大変! 戦士のおうち探し                       | Taihen! Senshi no Ōchisagashi                          | 13 octobre 2001       |
| Désormais citoyen de Cappyville, Kirby n'a cependant pas de maison. Tiff et Tuff ont toutes les peines du monde à lui trouver un endroit où vivre, car Dadidou lui met des bâtons dans les roues. |                                          |                                              |                                                        |                       |
| 3 | Le Duel                                  | え! メタナイト卿と対決?                      | E! Metanaito-kyō to Taiketsu?                          | 20 octobre 2001       |
| Kirby reçoit une lettre de Meta Knight qui le provoque en duel. C'est en fait un coup monté de Dadidou pour se débarrasser de Kirby. Mais Meta Knight dissimule un entraînement sous ce duel. |                                          |                                              |                                                        |                       |
| 4 | Le Chevalier de l'Ombre                  | 星の戦士のひみつ                             | Hoshi no Senshi no Himitsu                             | 27 octobre 2001       |
| Meta Knight enseigne à Tiff ce qu'il sait sur Kirby, son propre passé ainsi que le secret d'appel de l’étoile Warp en cas de besoin. |                                          |                                              |                                                        |                       |
| 5 | La colère de Whispy Woods                | 怒れ! ウィスピーウッズ                       | Ikare! Wisupā Uzzu                                     | 3 novembre 2001       |
| En faisant un pique-nique en forêt, Kirby se perd, puis c'est le tour de Tiff et Tuff. Ils apprennent avec terreur qu'ils sont dans la forêt de Whispy Woods, arbre-roi, qui les prend pour des ennemis de la nature. |                                          |                                              |                                                        |                       |
| 6 | La télé non réalité                      | 見るぞい! チャンネルDDD                      | Miruzoi! Channeru DDD                                  | 10 novembre 2001      |
| Dadidou fait distribuer la télévision à Cappyville. Malgré le fait que tous les programmes soient centrés sur le roi, tout le monde apprécie la télévision, sauf Tiff. |                                          |                                              |                                                        |                       |
| 7 | Un ami tout n'œuf                        | 逆襲! ダイナブレイド                         | Gyakushū! Dainabureido                                 | 17 novembre 2001      |
| Le gigantesque et légendaire oiseau Dynablade est de passage à Cappyville pour pondre. Dadidou profite de l'occasion en persuadant Kirby, connu pour sa gourmandise, de manger son énorme œuf, pour que Dynablade se venge ensuite. |                                          |                                              |                                                        |                       |
| 8 | Les grandes découvertes                  | キュリオ氏の古代プププ文明                   | Kurio-shi no Kodai Pupupu Bunmei                       | 24 novembre 2001      |
| Lors d'une cérémonie en l'honneur du règne de Dadidou et de sa dynastie, celui-ci constate que personne n'est venu, très probablement parce que la légitimité du règne de Dadidou est remise en question. Commencent alors des fouilles archéologiques pour voir quel peuple a fondé Dream Land.                                                                                     |                                          |                                              |                                                        |                       |
| 9 | Les origines de Fololo et Falala         | ロロロとラララ愛のメロディ                   | Rororo to Rarara Ai no Merodi                          | 1er décembre 2001     |
| Dadidou veut que Fololo et Falala lui rendent un service, mais séparément. Ayant toujours été ensemble, ils refusent, mais Dadidou menace de les bannir. Il s'avère que Fololo et Falala n'ont pas toujours été ceux qu'ils sont actuellement. |                                          |                                              |                                                        |                       |
| 10 | Mais que fait la police!                 | ボルン署長をリニュアルせよ                   | Borun-shochō o Rinyuaru seyo                           | 8 décembre 2001       |
| Alors qu'il dirigeait une circulation inexistante, le chef de la police de Cappyville s'endort. Il n'a donc pas vu l'accident de la route entre Dadidou et le maire. Furieux que le chef Borun se soit endormi, Dadidou demande l'abolition de la police. Pour empêcher cela, Tuff et ses amis sèment le trouble un peu partout.                                                     |                                          |                                              |                                                        |                       |
| 11 | Le cuisinier du roi                      | 宮廷シェフ・カワサキ                         | Kyūtei Shefu Kawasaki                                  | 15 décembre 2001      |
| Le célèbre critique gastronome Oosaka est sur le point de venir au château de Dadidou. Celui-ci, pour éviter la ruine, engage Kawasaki, propriétaire du restaurant de Cappyville, pour préparer les meilleurs plats pour Oosaka et en même temps concocte un nouveau plan pour se débarrasser de Kirby.                                                                              |                                          |                                              |                                                        |                       |
| 12 | L'escadron d'Escargoon                   | デデデ城のユーレイ                           | Dedede-jō no Yūrei                                     | 22 décembre 2001      |
| Tandis qu'il prenait une photo de Dadidou, Escargoon remarque un fantôme sur la photo. Dadidou est immédiatement terrorisé à l'idée qu'un fantôme hante son château. |                                          |                                              |                                                        |                       |
| 13 | Bonne année Cappyville                   | ププビレッジ年忘れ花火大会                   | Pupu Birejji Toshiwasure Hanabi Taikai                 | 29 décembre 2001      |
| Dadidou commande un monstre de fin d'année. Il s'avère qu'il est un excellent pyrotechnicien. En apprenant que Dadidou organise un festival de feux d'artifice avec l'aide de son monstre, les habitants de Cappyville décident de faire de même. |                                          |                                              |                                                        |                       |
| 14 | Les oreillers magiques                   | 夢枕魔獣顔見勢                               | Yumemakura Majū Kaomizei                               | 5 janvier 2002        |
| Dadidou reçoit des oreillers de la part de Nightmare Corporation en guise de cadeaux de nouvelle année. Mais ces oreillers sont maléfiques : en effet celui ou celle qui s'endort avec se remémore les événements péjoratifs qui lui sont arrivés par la faute de Kirby. |                                          |                                              |                                                        |                       |
| 15 | Un cadeau empoisonné                     | 誕生? カービィのおとうと                     | Tanjō? Kābī no Otōto                                   | 12 janvier 2002       |
| Voyant que Tuff et ses amis traitent Kirby comme un moins que rien, Tiff décide de lui offrir un compagnon et lui achète un chien électronique. Mais elle va finir par mettre en doute la bonne foi du petit animal. |                                          |                                              |                                                        |                       |
| 16 | Un poisson nommé Kiné                    | 私を愛したサカナ                             | Watashi o Aishita Sakana                               | 19 janvier 2002       |
| En cherchant des coquillages Tiff tombe sur un coquillage d'or dans lequel est écrite une lettre d'amour en anciens caractères qui lui est destinée. Mais elle va vite déchanter quand elle saura que l'auteur de la lettre, Kine, est en réalité un poisson. |                                          |                                              |                                                        |                       |
| 17 | Un anniversaire mouvementé               | パームとメームの指輪物語                     | Pāmu to Mēmu no Yubiwa Monogatari                      | 26 janvier 2002       |
| Aujourd'hui c'est l'anniversaire de mariage de Parm et Memu, parents de Tiff et Tuff. Mais Kirby entraîne la perte de la bague de mariage. S'ensuit une longue série de péripéties pour la retrouver avant le dîner chez Kawasaki le soir même. |                                          |                                              |                                                        |                       |
| 18 | La fleur de jouvence                     | 眠りの森のピンクボール                       | Nemuri no Mori no Pinku Bōru                           | 2 février 2002        |
| Dadidou fait opposer Kirby à un monstre, Noddy. Et bien évidemment, Kirby l'aspire. Ce qui était le plan de Dadidou puisque Kirby s'endort immédiatement à cause des pouvoirs du monstre. Le seul traitement est le parfum d'une fleur cachée dans un endroit hostile. |                                          |                                              |                                                        |                       |
| 19 | La vengeance de Knuckle Joe              | ナックルジョーがやって来た!                  | Nakkuru Jō ga Yattekita!                               | 9 février 2002        |
| Un mystérieux combattant nommé Knuckle Joe cherche le plus puissant guerrier de l'espace, actuellement dans le système solaire de Popstar. En effet celui-ci est montré comme l'assassin du père de Joe. Dadidou et Escargoon l'apprennent et le présentent à Kirby. |                                          |                                              |                                                        |                       |
| 20 | Il fait chaud, vite une glace!           | さよなら、雪だるまチリー                     | Sayonara, Yukidaruma Chirī                             | 16 février 2002       |
| Pour lutter contre l'étouffante canicule, Dadidou commande un monstre, Dragon de Glace, qui provoque l'automne puis l'hiver. La neige qui enveloppe Cappyville convient à tous et Kirby fait la connaissance d'un bonhomme de neige vivant nommé Chilly. Mais il travaille en réalité pour Dadidou qui veut qu'il tue Kirby. Néanmoins Chilly semble avoir un bon fond.              |                                          |                                              |                                                        |                       |
| 21 | Une princesse à Cappyville               | 王女ローナの休日                             | Ōjo Rōna no Kyūjitsu                                   | 23 février 2002       |
| La princesse Rona, venue d'une autre planète, et son garde du corps Vee sont de passage au château de Dadidou. Celui-ci tombe amoureux de la princesse, mais Tiff et Tuff finiront par apprendre que Rona et Vee ont échangé leurs rôles pour que Rona puisse fuir sa stricte condition.                                                                                             |                                          |                                              |                                                        |                       |
| 22 | Le guerrier de l'île oublié              | 孤島の決戦老兵は死なず!                      | Dokushima no Kessen                                    | 2 mars 2002           |
| Échoués sur une île déserte après une tornade causée par le monstre Tornadon, Kirby, Tiff et Tuff font la connaissance d'un ancien sergent qui se croit toujours en temps de guerre. |                                          |                                              |                                                        |                       |
| 23 | Le petit oiseau a disparu                | 迷子のダイナベイビー                         | Maigo no Dainabeibī                                    | 9 mars 2002           |
| Escargoon met au point un sérum qui fait transformer en monstre. Lui et Dadidou tenteront de kidnapper le petit de Dynablade mais il s'échappera et sèmera une belle pagaille. |                                          |                                              |                                                        |                       |
| 24 | Le festival Ninja                        | ニンジャ、ベニカゲ参上!                      | Ninja, Benikage Sanjō!                                 | 16 mars 2002          |
| Un mystérieux ninja cambrioleur pénètre chez Curio en pleine nuit. Par un rouleau avec écrites dessus des techniques ninja, une véritable "ninja-mania" s'empare de Cappyville. |                                          |                                              |                                                        |                       |
| 25 | Le règne d'Escargoon                     | エスカルゴン、まぶたの母                     | Esukarugon, Mabuta no Haha                             | 23 mars 2002          |
| Escargoon reçoit une lettre de sa mère. Elle va bientôt lui rendre visite et elle croit que son fils est le roi de Dream Land. Escargoon demande alors à Tiff et Tuff de monter un coup pour dissimuler la vérité. |                                          |                                              |                                                        |                       |
| 26 | Le retour de Fureur de Loup              | 忠誠! ソードとブレイド                       | Chūsei! Sōdo to Bureido                                | 30 mars 2002          |
| Dadidou commande un monstre, Fureur de Loup, un loup sorti des enfers, qui s'échappe. Il s'avère qu'il est un très vieil ennemi de Meta Knight. |                                          |                                              |                                                        |                       |
| 27 | Complot de fleur                         | 恋に落ちたウィスピーウッズ                   | Koi ni Ochita Wisupā Uzzu                              | 6 avril 2002          |
| Une magnifique fleur pousse dans la forêt, juste devant Whispy Woods. Apprenant que Tiff et Tuff comptent lui rendre visite, Escargoon et Dadidou veulent s'approprier la fleur, baptisée Lovely. |                                          |                                              |                                                        |                       |
| 28 | Vive le progrès                          | 恐怖のデデデ・ファクトリー                   | Kyōfu no Dedede Fakutorī                               | 20 avril 2002         |
| Dadidou reçoit de Nightmare Corporation de quoi industrialiser son pays. Très vite Cappyville apprend la construction d'une usine par Dadidou dans le cadre d'une révolution industrielle. |                                          |                                              |                                                        |                       |
| 29 | L'odyssé de l'épice                      | 激辛! ファミレス戦争                         | Gekikara! Famiresu Sensō                               | 27 avril 2002         |
| Lors d'un de ses énormes repas, Dadidou est outré de ne pas avoir le meilleur plat qui soit. Et il ne le trouvera non plus chez Kawasaki. Il commande alors un monstre chef cuisiner à Nightmare Corporation, Monsieur Goan, qui le comble énormément. Monsieur Goan va se révéler être un cruel concurrent de Kawasaki.                                                             |                                          |                                              |                                                        |                       |
| 30 | Quoi de n'œuf Kirby                      | カービィの謎のタマゴ                         | Kābī no Nazo no Tamago                                 | 4 mai 2002            |
| Bizarrement, Kirby préfère dormir dans le nid de l'oiseau Tokkori plutôt que dans son lit. Le lendemain, il découvre un gros œuf dans le nid. Celui-ci attire l'attention, et surtout la curiosité de Kirby, qui décide de le couver. |                                          |                                              |                                                        |                       |
| 31 | Un parc d'attraction très attractif      | ビバ! デデベガスへようこそ                   | Biba! Dedebegasu e Yōkoso                              | 11 mai 2002           |
| Dadidou organise une journée portes ouvertes de son château. Tiff suspecte immédiatement un coup pas très honnête. Elle avait raison, Dadidou voulait se débarrasser de Kirby en détraquant les attractions, et en l'attirant dans des pièges. |                                          |                                              |                                                        |                       |
| 32 | A Dental Dilemma                         | 歯なしにならないハナシ                       | Hanashi ni Naranai Hanashi                             | 18 mai 2002           |
| Le chef Borun sort complètement affolé de chez le docteur Yabui qui devait lui faire un examen dentaire. Escargoon, lui, en a grandement besoin. S'étant fait retirer une carie, Dadidou se moque de lui car il prétend ne rien craindre. Jusqu'au jour où lui ainsi que Tuff aient leurs propres problèmes dentaires.                                                               |                                          |                                              |                                                        |                       |
| 33 | La poubelle universelle                  | え〜っ! 宇宙のゴミ捨て場                     | Eeh! Uchū no Gomi Sutejō                               | 25 mai 2002           |
| Par le télescope de Tiff, Kirby aperçoit un étrange vaisseau spatial. Les habitants de Cappyville constatent avec indignation que leur ville comporte une décharge publique. Et Dadidou se prétend innocent, cette fois. |                                          |                                              |                                                        |                       |
| 34 | La recette du succès                     | 究極鉄人、コックオオサカ                     | Kyūkyoku Tetsujin, Kokku Ōsaka                         | 1er juillet 2002      |
| Kirby croise le chef Oosaka sur sa route. Il en informe, à sa manière, Tiff et Tuff, qui croient avoir affaire au monstre défait par le passé. Mais il s'avère que cette fois il s'agit du vrai. |                                          |                                              |                                                        |                       |
| 35 | Le Grand Prix de Cappyville - 1er partie | 栄光のプププグランプリ (前編)                | Eikō no Pupupu Guranpuri (Zenpen)                      | 8 juillet 2002        |
| En essayant un kart, Tuff fonce vers Tiff ainsi que Dadidou et Escargoon. À la télévision, le capitaine Waddle Doo annonce que Dadidou organise un Grand Prix qui compte bien l'emporter avec sa nouvelle et puissante voiture. |                                          |                                              |                                                        |                       |
| 36 | Le Grand Prix de Cappyville - 2e partie  | 栄光のプププグランプリ (後編)                | Eikō no Pupupu Guranpuri (Kōhen)                       | 15 juillet 2002       |
| Le premier tour du Grand Prix s'achève. Dadidou et Escargoon continuent de tendre bon nombre de pièges malsains à Kirby et Tokkori. |                                          |                                              |                                                        |                       |
| 37 | La preuve par l'image                    | お昼のデデデワイドをつぶせ!                  | Ohiru no Dededewaido o Tsubuse!                        | 22 juillet 2002       |
| Kirby mange toutes les pastèques du champ. Dadidou le filme et le suit partout désormais. Une fois rentré, il fait un montage de tout ce qu'il a filmé pour faire passer Kirby pour quelqu'un de malhonnête. |                                          |                                              |                                                        |                       |
| 38 | Le best seller                           | 読むぞい! 驚異のミリオンセラー               | Yomuzoi! Kyōi no Mirionserā                            | 29 juillet 2002       |
| Un mystérieux livre attire la curiosité des habitants. En voulant se l'approprier, Dadidou est vexé de ne pas trouver d'images. Il semble qu'il ne sache pas lire. |                                          |                                              |                                                        |                       |
| 39 | Amnésie générale                         | 忘却のエスカルゴン                           | Bōkyaku no Esukarugon                                  | 6 juillet 2002        |
| Escargoon se fait posséder par un monstre. Le lendemain, tout le monde l'a oublié à part Kirby. |                                          |                                              |                                                        |                       |
| 40 | Le directeur des monstres                | 魔獣ハンターナックルジョー!                  | Majū Hantā Nakkuru Jō!                                 | 13 juillet 2002       |
| Des monstres débarquent en masse dans le château de Dadidou. Lorsque celui-ci contacte Nightmare Corporation pour arrêter ce flux, ils constatent avec étonnement que leur nouvel employé n'est autre que Knuckle Joe. |                                          |                                              |                                                        |                       |
| 41 | Situation cauchemardesque - 1er partie   | メーベルの大予言! (前編)                     | Mēberu no Daiyogen! (Zenpen)                           | 20 juillet 2002       |
| Dadidou fait un rêve où Kirby en feu l'attaque. Paranoïaque, il développe un phobie de la petite boule rose. Mais il semble que ce rêve cache quelque chose de bien réel. |                                          |                                              |                                                        |                       |
| 42 | Situation cauchemardesque - 2e partie    | メーベルの大予言! (後編)                     | Mēberu no Daiyogen! (Zenpen)                           | 27 juillet 2002       |
| L'énorme étoile rouge découverte par la voyante Mabel s'apprête à entrer en collision avec Dream Land. Tous se préparent à la fin du monde. L'étoile était en fait envoyer par les entreprises Nightmare. |                                          |                                              |                                                        |                       |
| 43 | Quand les moutons se rebellent…          | ヒツジたちの反逆                             | Hitsuji-tachi no Hangyaku                              | 3 août 2002           |
| Peu après avoir lu une histoire de loup et de fermiers à ses amis, Tiff assiste à la charge d'un mouton toutes cornes en avant sur Kirby. |                                          |                                              |                                                        |                       |
| 44 | Sauvons la forêt                         | ウィスピーウッズの友アコル                   | Wisupī Uzzu no Tomo Akoru                              | 10 août 2002          |
| Dadidou et Escargoon se rendent en forêt pour abattre un arbre à la forme étrange. Mais Rick le hamster et ses amis ont pu les en empêcher. Il s'avère que l'arbre en question est Acore, un vieil ami de Whispy Woods. |                                          |                                              |                                                        |                       |
| 45 | Scare Tactics - Part I                   | 真夏の夜のユーレイ! (前編)                   | Manatsu no Yoru no Yūrei! (Zenpen)                     | 17 août 2002          |
| En allant chercher Kirby dans une forêt, Tiff tombe sur une farce des habitants de Cappyville qui lui parlent d'un événement appelée Kimodameshi. |                                          |                                              |                                                        |                       |
| 46 | Scare Tactics - Part II                  | 真夏の夜のユーレイ! (後編                    | Manatsu no Yoru no Yūrei! (Zenpen)                     | 24 août 2002          |
| Coincés dans la maison prétendue hantée qu'ils ont trouvée, Tiff et Kirby sont apeurés par quelque chose d'inconnu tandis que Tuff et Meta Knight viennent à leur secours. |                                          |                                              |                                                        |                       |
| 47 | Licenciement abusif                      | 帰れ、愛しのワドルディ                       | Kaere, Aishi no Wadorudi                               | 31 août 2002          |
| Lassé de la négligence des Waddle Dees, Dadidou les vire tous et les remplace par un robot. Bien évidemment, la nouvelle n'enchante pas Tiff. |                                          |                                              |                                                        |                       |
| 48 | Le piège à touriste                      | プププランド観光ツアー                       | Pupupu Rando Kankō Tsuā                                | 14 septembre 2002     |
| Des touristes d'origine inconnue photographient Kirby. En peu de temps, ils débarquent en masse. |                                          |                                              |                                                        |                       |
| 49 | Une journée très animée                  | アニメ新番組星のデデデ                       | Anime Shinbangumi Hoshi no Dedede                      | 21 septembre 2002     |
| Voyant le dessin de Tiff qui peut bouger, Dadidou décide de lancer la création d'un anime dont il serait le héros. |                                          |                                              |                                                        |                       |
| 50 | Des poupées maléfiques                   | 貯めるぞい! のろいの貯金箱                   | Tameruzoi! Noroi no Chokin Bako                        | 28 septembre 2002     |
| Malgré son énorme dette envers Nightmare Corporation, Dadidou commande des poupées de lui-même. Tout le monde finit par en avoir une, mais personne ne sait que Dadidou, le vrai, va les utiliser pour son propre profit, au sens propre. |                                          |                                              |                                                        |                       |
| 51 | Un anniversaire explosif                 | センチメンタル・カービィ                     | Senchimentaru Kābī                                     | 5 octobre 2002        |
| Lorsque Kirby débarque en ville, tout le monde fuit. Tout le monde prépare quelque chose. Dadidou l'apprend et pense qu'une révolution visant à le renverser se prépare. |                                          |                                              |                                                        |                       |
| 52 | Les œufs-surprise - 1re partie           | 悪魔のチョコカプセル! (前編)                 | Akuma no Choko Kapuseru! (Zenpen)                      | 12 octobre 2002       |
| Tiff surprend le gérant du magasin et le vendeur de jouets à la décharge. Elle suggère, en voyant deux de leurs produits, de les combiner. Les deux vendeurs décident d'appliquer cette idée. Ainsi l'œuf-surprise devient vite une mode, voire une folie. |                                          |                                              |                                                        |                       |
| 53 | Les œufs-surprise - 2e partie            | 悪魔のチョコカプセル! (後編)                 | Akuma no Choko Kapuseru! (Kōhen)                       | 19 octobre 2002       |
| Les figurines laissés au clair de lune sont devenues des monstres. En effet ce sont des fabrications de Nightmare Corporation lancées par Dadidou. Les monstres attaquent délibérément leurs propriétaires. |                                          |                                              |                                                        |                       |
| 54 | Le chevalier fou                         | やりすぎの騎士! キハーノ                     | Yarisugi no Kishi! Kihāno                              | 26 octobre 2002       |
| Un vaisseau spatial s'écrase près de Cappyville. Il en sort un chevalier qui prétend s'appeler Sir Gallant. |                                          |                                              |                                                        |                       |
| 55 | Gentil mais pas trop                     | ある愛のデデデ                               | Aru Ai no Dedede                                       | 2 novembre 2002       |
| Dadidou est devenu une vraie chiffe molle d'un jour à l'autre. Les gens de Cappyville l'ont poussé à bout sans se douter qu'un monstre a pris sa possession. |                                          |                                              |                                                        |                       |
| 56 | Dedede's Pet Threat                      | わがままペットスカーフィ                     | Wagamama Petto Sukāfi                                  | 9 novembre 2002       |
| Dadidou reçoit de Nightmare Corporation des animaux domestiques appelés Scarfy. Il tombe immédiatement sous leur charme. |                                          |                                              |                                                        |                       |
| 57 | A Half-Baked Battle                      | パイを笑う者はパイに泣くぞい!                | Pai o Waraumono wa Pai ni Nakuzoi!                     | 16 novembre 2002      |
| Lors de son émission culinaire, une tarte explose depuis le four sur Dadidou. Tout le monde en rit, et bien que le Dadidou était faux à ce moment-là, le vrai décide de répliquer. |                                          |                                              |                                                        |                       |
| 58 | eNeMeE Elementary                        | 魔獣教師でお仕置きよ!                        | Majū Kyōshi de Oshioki yo!                             | 23 novembre 2002      |
| Tuff et sa bande peignent des dessins grossiers de Dadidou et Escargoon. Le roi décide alors de se venger en créant une école dont il serait le directeur. |                                          |                                              |                                                        |                       |
| 59 | The Meal Moocher                         | 最強番組直撃! 晩ごはん                       | Saikyō Bangumi Chokugeki! Ban-Gohan                    | 30 novembre 2002      |
| Dadidou est insatisfait de son menu. Il décide alors de faire venir, de force, Kawasaki à son château. Mais son manque de compétence se reflète immédiatement. Voyant Kirby se faire inviter chez les habitants de Cappyville, Dadidou décide de faire de même et l'annonce sur la chaîne DDD.                                                                                       |                                          |                                              |                                                        |                       |
| 60 | Crusade for the Blade                    | 宝剣ギャラクシア!                            | Hōken Gyarakushia!                                     | 7 décembre 2002       |
| Un vaisseau s'écrase dans la forêt. Sa propriétaire s'en prend à Dadidou et Escargoon, qui s'étaient rendus sur place. |                                          |                                              |                                                        |                       |
| 61 | Fitness Fiend                            | 肥惨! スナックジャンキー                     | Hizan! Sunakku Jankī                                   | 14 décembre 2002      |
| Dadidou se gave de chips en regardant la télé. Il y devient vite accro et se néglige, au grand dam d'Escargoon. |                                          |                                              |                                                        |                       |
| 62 | Mabel Turns the Tables                   | たかが占いされど占い                         | Takaga Uranai Saredo Uranai                            | 21 décembre 2002      |
| A la télé, Mabel la voyante prédit que les choses tomberont sur la tête de ceux ayant choisi le signe "nuages". Et bizarrement, cela arrive. |                                          |                                              |                                                        |                       |
| 63 | Something to Sneeze At                   | 師走のカゼはつらいぞい!                      | Shiwasu no Kaze wa Tsuraizoi!                          | 28 décembre 2002      |
| Dadidou et Escargoon se plaignent de la qualité du service de Nightmare Corporation. En descendant en ville, il trouve tout le monde malade, y compris Escargoon. |                                          |                                              |                                                        |                       |
| 64 | The Kirby Quiz                           | 新春! カービィ・クイズショー                 | Shinshun! Kābī Kuizu Shō                               | 4 janvier 2003        |
| Dadidou lance une canonnade qui secoue tout Dream Land. La chaîne DDD organise peu après un grand quiz télévisé auquel participent cinq équipes : Mabel et Honey, Samo et Kawasaki, Kirby et Tiff, Tuff et Tokkori, Dadidou et Escargoon. |                                          |                                              |                                                        |                       |
| 65 | Masher 2.0                               | 逃げてきたナックルジョー                     | Nigetekita Nakkuru Jō                                  | 11 janvier 2003       |
| Knuckle Joe se retrouve face à son éternel ennemi, le monstre Masher. Le combattant essaye de vaincre le monstre, mais cela ne s'annonce pas facile du tout. |                                          |                                              |                                                        |                       |
| 66 | The Chill Factor                         | さまよえるペンギー                           | Samayoeru Pengī                                        | 18 janvier 2003       |
| En plein été, l'automne puis l'hiver débarquent. Cela est dû à une tribu de pingouins venue du Nord. Celle-ci va vite devenir un problème. |                                          |                                              |                                                        |                       |
| 67 | The School Scam                          | 魔獣教師2                                    | Majū Kyōshi 2                                          | 25 janvier 2003       |
| Dadidou se remémore son ancienne école, détruite par Kirby. Il décide alors de lancer un nouveau plan pour la restaurer et y fait venir trois élèves qui sont en fait des monstres. |                                          |                                              |                                                        |                       |
| 68 | Delivery Dilemma                         | 勝ち抜け! デリバリー時代                     | Kachinuke! Deribarī Jidai                              | 1er février 2003      |
| Kirby, Tiff et Tuff se rendent chez Kawasaki, qui souffre cruellement du manque de clientèle. Mais ils sont assez mécontents. Ils proposent un plan pour relancer son restaurant : la livraison des plats à domicile. |                                          |                                              |                                                        |                       |
| 69 | Trick or Trek                            | ウィスピーの森のエコツアー                   | Wisupī no Mori no Eko Tsuā                             | 8 février 2003        |
| Dans la forêt, Tiff et Tuff surprennent Kawasaki en train de se débarrasser de ses déchets. Découvrant une véritable décharge, ils s'aperçoivent vite que Kawasaki n'est pas le seul à faire ça. Un peu plus tard, dans la bibliothèque du château, Dadidou et Escargoon espionnent Tiff, Tuff et Kirby. Les deux compères sont sur le point de préparer un nouveau plan diabolique. |                                          |                                              |                                                        |                       |
| 70 | Buccaneer Birdy                          | トッコリ卿の伝説                             | Tokkori-kyō no Densetsu                                | 15 février 2003       |
| Tuff et ses amis jouent au ballon. Mais celui-ci atterrit dans l'arbre de Tokkori et ce dernier, en leur rendant, provoque de la casse. Dans un livre sur les pirates, Curio trouve une illustration avec un oiseau ressemblant fortement à Tokkori. |                                          |                                              |                                                        |                       |
| 71 | A Whale of a Tale                        | 密着! ホエール・ウォッチング                 | Mitchaku! Hoēru Wotchingu                              | 22 février 2003       |
| Tiff et Tuff pêchent et discutent avec le poisson Kine. Mais une gigantesque baleine provoque une gigantesque vague qui vient les interrompre. |                                          |                                              |                                                        |                       |
| 72 | Waddle While You Work                    | ワドルディ売ります                           | Wadorudi Urimasu                                       | 1er mars 2003         |
| Pour payer ses dettes à Nightmare Corporation, Dadidou décide de mettre en vente ses propres valets, les Waddle Dees. Très vite, les habitants remarquent dans Cappyville les "distributeurs automatiques de Waddle Dees". |                                          |                                              |                                                        |                       |
| 73 | Dedede's Raw Deal                        | まわれ! 回転寿司                             | Maware! Kaitenzushi                                    | 8 mars 2003           |
| Dadidou entend parler des sushis de Nightmare Corporation. En allant chez Kawasaki, il est assez insatisfait et Escargoon annonce à la télévision que Dadidou ouvre son propre restaurant à sushis. |                                          |                                              |                                                        |                       |
| 74 | Caterpillar Thriller                     | モスガバーの逆襲!                            | Mosugabā no Gyakushū!                                  | 15 mars 2003          |
| Dadidou trouve tous les Waddle Dees et le capitaine Waddle Doo légèrement mal-en-point. Escargoon et Cappyville sont eux aussi frappés par le phénomène. Cela est dû à un nuage de pollen dispersé dans l'atmosphère par les plantes. Dadidou décide alors de récolter le pollen pour l'utiliser à des fins malhonnêtes, comme toujours.                                             |                                          |                                              |                                                        |                       |
| 75 | Fossil Fools - Part I                    | 夢の恐竜天国! (前編)                         | Yume no Kyōryū Tengoku! (Zenpen)                       | 22 mars 2003          |
| Tiff lit à ses amis un livre sur les dinosaures. Soudain Tokkori les rejoint, mais s'écrase dans la falaise. En le sortant de là, Kirby provoque un éboulement, dégageant ce qui semble être une patte fossile de dinosaure. Bientôt tout Cappyville se met à la recherche de fossiles et plusieurs os sont trouvés.                                                                 |                                          |                                              |                                                        |                       |
| 76 | Fossil Fools - Part II                   | 夢の恐竜天国! (後編)                         | Yume no Kyōryū Tengoku! (Kōhen)                        | 29 mars 2003          |
| Les habitants de Cappyville sont toujours poursuivis par leurs copies dinosaures. La survie s'annonce difficile. |                                          |                                              |                                                        |                       |
| 77 | Dedede's Monsterpiece                    | ロイヤルアカデデデミー                       | Roiyaru Akadededemi                                    | 5 avril 2003          |
| Tout Cappyville s'est mis à la peinture. Lors d'une de ses descentes en ville, Dadidou détruit tous les tableaux. Il fonde alors son Académie des Arts. |                                          |                                              |                                                        |                       |
| 78 | Right Hand Robot                         | 発進! エスカルゴン・ロボ                     | Hasshin! Esukarugon Robo                               | 19 avril 2003         |
| Dadidou constate que son château est très poussiéreux. Il fait d'Escargoon son serviteur. En ayant marre, celui-ci fabrique un remplaçant la nuit venue, et est opérationnel le lendemain. |                                          |                                              |                                                        |                       |
| 79 | Goin' Bonkers                            | ボンカースあらわる!                          | Bonkāsu Arawaru!                                       | 26 avril 2003         |
| Un mystérieux individu recherche Kirby. Il questionne tous les habitants de Cappyville pour tenter de le trouver. |                                          |                                              |                                                        |                       |
| 80 | Power Ploy                               | 強壮! ドリンク狂想曲                         | Kyōsō! Dorinku Kyōsōkyoku                              | 3 mai 2003            |
| Dadidou se remémore les anciens monstres qu'il a eu par le passé. Nightmare Corporation lui parle d'une bien étrange boisson. Il décide, après l'avoir testée, d'en installer des distributeurs automatiques dans Cappyville. Mais cette boisson a des vertus énergisantes qui donnent une force incroyable à quiconque la boit.                                                     |                                          |                                              |                                                        |                       |
| 81 | A Trashy Tale                            | ドキッ! かたづけられない女                   | Doki! Katazukerarenai Onna                             | 10 mai 2003           |
| Submergé par les déchets, Dadidou les expédie chez Nightmare Corporation. La chambre de Tuff est en désordre, ainsi que le cabinet du docteur Yabui et d'autres maisons de la ville. |                                          |                                              |                                                        |                       |
| 82 | Cooking Up Trouble                       | 合体ロボリョウリガーZ!                       | Gattai Robo Ryōringā Zetto!                            | 17 mai 2003           |
| Memu, la mère de Tiff et Tuff, est partie à un rendez-vous avec les autres femmes de Cappyville. À son retour, elle goûte le plat préparé par son mari Parm. Le lendemain, elle raconte son succès et tout le monde veut apprendre à cuisiner comme Parm. |                                          |                                              |                                                        |                       |
| 83 | Teacher's Threat                         | 魔獣教師3                                    | Majū Kyōshi 3                                          | 24 mai 2003           |
| Dadidou remet ça avec son école élémentaire. Cette fois, un nouveau professeur du nom de Chip va arriver et enseigner. Sans compter que Dadidou et Escargoon eux-mêmes s'autoproclament étudiants. |                                          |                                              |                                                        |                       |
| 84 | Mumbies Madness                          | キュリオ氏の秘宝?                            | Kyurio-shi no Hihō?                                    | 31 mai 2003           |
| Kirby s'aventure dans la forêt, brumeuse. Il y découvre un trou, au fond duquel se trouve l'archéologue Curio, possédé de manière inquiétante. |                                          |                                              |                                                        |                       |
| 85 | A Sunsational Puzzle                     | まぼろしの紫外線!                            | Maboroshi no Shigaisen!                                | 7 juin 2003           |
| C'est l'été. Tout le monde ne pense qu'à bronzer. Mais personne, ou presque, n'a l'air de se soucier des méfaits du soleil. C'est pourquoi Dadidou lance sa gamme de produits de beauté contre les effets néfastes du soleil. Inquiète pour sa beauté, Memu décide d'appliquer les grands moyens.                                                                                    |                                          |                                              |                                                        |                       |
| 86 | A Chow Challenge                         | 弟子対決! コックナゴヤ                       | Deshi Taiketsu! Kokku Nagoya                           | 14 juin 2003          |
| Une personne inconnue débarque en ville. Mais Kawasaki semble très bien la connaître. Il s'agit d'un cuisinier et ancien professeur de Kawasaki. |                                          |                                              |                                                        |                       |
| 87 | Waste Management                         | 襲撃! カラスの勝手軍団                       | Shūgeki! Karasu no Katte Gundan                        | 21 juin 2003          |
| Dadidou et Escargoon jettent tous leurs déchets à l'eau. Mais ils sont pris en flagrant délit par les habitants de Cappyville. Le lendemain, Tiff et Tuff ainsi que leurs parents retrouvent les déchets dans le jardin du château. Le tas d'immondices attire une nuée de corbeaux plutôt mécontents dont le chef a été témoin de ce qui s'est passé la veille.                     |                                          |                                              |                                                        |                       |
| 88 | Shell-Shocked                            | はだかのエスカルゴン                         | Hadaka no Esukarugon                                   | 28 juin 2003          |
| Tiff enseigne ce qu'elle sait sur les mollusques et coquillages. La coquille d'Escargoon se fissure à cause de Dadidou. |                                          |                                              |                                                        |                       |
| 89 | Tooned Out                               | オタアニメ! 星のフームたん                   | Otaanime! Hoshi no Fūmu-tan                            | 5 juillet 2003        |
| Dadidou se remémore le temps où il supervisait un anime. Nightmare Corporation lui vend une équipe de réalisateurs professionnels. Ceux-ci semblent être tombés sous le charme de Tiff. |                                          |                                              |                                                        |                       |
| 90 | Born to Be Mild - Part I                 | 爆走! デデデス・レース (前編)                | Bakusō! Dededesu Rēsu (Zenpen)                         | 12 juillet 2003       |
| La famille de Tiff est partie à la chasse aux lucioles. Mais ils se font soudain surprendre par une horde de motards. |                                          |                                              |                                                        |                       |
| 91 | Born to Be Mild - Part II                | 爆走! デデデス・レース (後編)                | Bakusō! Dededesu Rēsu (Kōhen)                          | 19 juillet 2003       |
| Une course à laquelle participent le dernier motard survivant, ainsi que des habitants de Cappyville et Kirby est lancée. L'esprit de compétition fait rage. |                                          |                                              |                                                        |                       |
| 92 | Hunger Struck                            | ワドルディの食文化大革命                     | Wadorudi no Shokubunka Daikakumei                      | 26 juillet 2003       |
| Escargoon assiste au repas des Waddle Dees et remarque leur qualité. Il en informe immédiatement Dadidou, qui décide de mener l'enquête sur les habitudes alimentaires de ses serviteurs. |                                          |                                              |                                                        |                       |
| 93 | D'Preciation Day                         | カービィ感謝の日!                            | Kābī Kansha no Hi!                                     | 2 août 2003           |
| Une célébration est donnée en l'honneur du maire Len. Mais Dadidou l'interrompt grossièrement et est jaloux de ne pas avoir de célébration en son honneur. |                                          |                                              |                                                        |                       |
| 94 | Cowardly Creature                        | 脱走魔獣ファンファン                         | Dassō Majū Fanfan                                      | 9 août 2003           |
| Un monstre appelé PhanPhan arrive à Cappyville. Mais il s'avère être timide et peureux. |                                          |                                              |                                                        |                       |
| 95 | Frog Wild                                | デビル・カービィ!                            | Debiru Kābī                                            | 16 août 2003          |
| En poursuivant des papillons, Kirby rencontre une mystérieuse grenouille. Depuis, il se comporte méchamment. |                                          |                                              |                                                        |                       |
| 96 | Air-Ride-in-Style - Part I               | ワープスターの危機! (前編)                   | Wāpusutā no Kiki! (Zenpen)                             | 23 août 2003          |
| Dadidou entend parler de Nightmare Corporation de l'Etoile Warp de Kirby. La famille de Tiff et Tuff est en train de pique-niquer. Étant donné que Tiff connaît le secret de l'Etoile Warp, Dadidou et Escargoon la kidnappent. |                                          |                                              |                                                        |                       |
| 97 | Air-Ride-in-Style - Part II              | ワープスターの危機! (後編)                   | Wāpusutā no Kiki! (Kōhen)                              | 30 août 2003          |
| Une terrifiante bataille s'est engagée entre Kirby et quatre opposants se déplaçant aussi dans les airs. Ils sont au service de Nightmare Corporation et en veulent à l'Etoile Warp. Kirby a bien du mal à résister à leurs assauts combinés. |                                          |                                              |                                                        |                       |
| 98 | Cappy Town Down                          | 発進! 戦艦ハルバード                         | Hasshin! Senkan Harubādo                               | 13 septembre 2003     |
| Le sommeil de tout le monde est interrompu par la gigantesque soucoupe volante que Kirby croyait avoir détruite précédemment. Kirby la détruit encore une fois, mais elle provoque un incendie à Cappyville. |                                          |                                              |                                                        |                       |
| 99 | Combat Kirby                             | 撃滅! ナイトメア大要塞                       | Gekimetsu! Naitomea Daiyōsai                           | 20 septembre 2003     |
| Meta Knight ainsi qu'une poignée de volontaires, dont Tiff, Tuff et Kirby, se dirigent vers le repaire de Nightmare grâce au puissant vaisseau Halberd. |                                          |                                              |                                                        |                       |
| 100 | Fright to the Finish                     | 飛べ! 星のカービィ                           | Tobe! Hoshi no Kābī                                    | 27 septembre 2003     |
| Les passagers de l'Halberd ont enfin rencontré Nightmare en personne. L'affrontement épique et tant attendu commence alors. Mais il s'annonce particulièrement rude. |                                          |                                              |                                                        |                       |
| SP | Kirby 3D                                 | 星のカービィ〜特別編〜倒せ!!甲殻魔獣エビゾウ | Hoshi no Kābī ~Tokubetsuhen~ Taose!! Kōkaku Majū Ebizō | 9 août 2009           |